# Czarna Strzała (film 1988)
Czarna Strzała (ang. Black Arrow) – australijski film animowany z 1988 roku wyprodukowany przez Burbank Films Australia. Animowana adaptacja powieści Roberta Louisa Stevensona o tej samej nazwie.

## Obsada (głosy)
- Bob Baines
- Clair Crowther
- Phillip Hinton
- Graham Matters
- Lloyd Morris

## Fabuła
Młodzieniec, ukrywający się pod pseudonimem Czarna Strzała zakochuje się w córce wroga.

## Wersja polska

### Wersja VHS
Wersja wydana na VHS z angielskim dubbingiem i polskim lektorem.
- Dystrybucja: Starcut Film
- Lektor: Maciej Gudowski

Źródło:

### Wersja DVD
Seria: Najpiękniejsze baśnie i legendy. Wersja wydana na DVD z angielskim dubbingiem i polskim lektorem.
- Dystrybucja: Vision
- Tekst: Tomasz Omelan